# バメンダ
バメンダ (Bamenda) は、カメルーン西部の都市で北西州の州都である。
2012年の人口は34万8766人。

## 地理
首都ヤウンデから北西に336km離れた、バンブドス山地の山中、標高1615mの高原にある。
ヤウンデ及びドゥアラには道路が通じている。涼しい気候と風光明媚な丘陵地帯で知られている。

## 歴史
19世紀、ドイツ領カメルーンに併合された。
第一次世界大戦後はイギリス領カメルーンに編入された。
1949年に英領カメルーンが南北に分割されると南カメルーンに属した。
1961年にはカメルーンに編入された。
その後、旧英領カメルーンにおいて分離運動が盛んになると、バメンダは分離派の最大の拠点となった。
1985年にアンバゾニア共和国（南カメルーン連邦共和国）が宣言されると、バメンダは首都に指定されたが、実際には現在もカメルーンの支配下にある。

## 経済
主な産業は、コーヒー、小学校の食品加工、手工芸品、家内工業、教育(学校)、観光/ホスピタリティ、建設工事、輸送などの農産物の加工である。

## 交通

### 空港
- バメンダ空港（英語版）